# Pierre Chaumeil
Pierre Chaumeil est un historien et journaliste français, né le 29 mai 1928 à Cadours et mort le 4 janvier 2012 à Barriac-les-Bosquets.

## Biographie
Militant d'Action française, il est jusqu'en 2001 président de l'Association professionnelle de la presse monarchique et catholique, l'un des plus anciens syndicats français, créé en 1882.
Diplômé de l'Institut d'études politiques de Paris[réf. souhaitée], Pierre Chaumeil a été le rédacteur en chef de L'Auvergnat de Paris et le secrétaire de rédaction d'Aspects de la France. Il a également collaboré à Ici Paris, Le Crapouillot, Minute et Le Quotidien de Paris.
Il est le père du militant, médecin et essayiste Jean-Baptiste Chaumeil.